# Доримські народи Піренейського півострова
Доримські народи Піренейського півострова — народи та племена, що заселяли Піренейський півострів до римського завоювання. Були представлені двома великими етно-мовними групами — не-індоєвропейська (ібери, турдетани, баски) й індоєвропейська (лузітани, кельти). Також — доримські народи Іспанії, доримські народи Іберії.

## Список
Доіндоєвропейці
- Баски
- Ібери

Індоєвропейці
- Кельти:
  - Астури
  - Ваккеї
  - Галлеки
  - Кантабри
  - Карпетани
- Кельтібери
- Докельтські народи
  - Веттони
  - Лузітани
    - Песури